# Кура
Кура (груз. მტკვარი/Мтквари, азер. Kür) је са 1.364 km дужине највећа река у Закавказју.
У античко доба ова река се звала Кирус (по Киру Великом). Данашње име, Кура, потиче из турског језика и значи „полагана“. Река извире у североисточној Турској, у провинцији Карс, и тече кроз Грузију и Азербејџан. Улива се у Каспијско море где гради делту. Најважније притоке су Лиачви, Ксани, Арагви, Аласани и, најзначајнија међу њима, река Аракс.